# Lard Yao Women's Prison
Lard Yao Women's Prison (ook wel Bang Khen Women's Prison genoemd) is een van de grootste gevangenissen voor vrouwen in Thailand. Het complex is gelegen in de hoofdstad Bangkok. De gevangenis werd in 1963 gebouwd voor maximaal 3000 gevangenen, nu zitten er echter 5000 gevangenen. De straffen waarvoor de vrouwen hier zitten, lopen op van 1 maand tot levenslang of de doodstraf. Net zoals in andere Thaise gevangenissen zijn de omstandigheden in Lard Yao niet te vergelijken met die in westerse gevangenissen. De vrouwen slapen op rieten matjes en de cellen zijn overvol. Zwangere of zieke vrouwen gaan naar de ziekenboeg.
In de gevangenis kunnen zij bepaalde activiteiten volgen, zoals computercursussen of modeontwerpen. Daarnaast moet er ook nog gewerkt worden, onder andere in de keuken. Zeep, ondergoed en andere levensbehoeften kunnen alleen gekocht worden van het eigen geld.
In de films Bangkok Hilton en Brokedown Palace wordt verwezen naar de Lard Yao Women's Prison.